# Deitrick Haddon
Pour les articles homonymes, voir Haddon.
Deitrick Vaughn Haddon (né le 17 mai 1973) est un chanteur américain de gospel, compositeur, producteur et pasteur  charismatique. 

## Biographie
Deitrick est né le 17 mai 1973) à Détroit (Michigan) de  Clarence et Joyce Haddon, pasteurs de l’église High Praise Cathedral of Faith .  Il a donné son premier sermon à l’âge de 11 ans. Puis il a commencé à diriger une chorale de 60 personnes à l’âge de 13 ans.

## Carrière
Haddon a lancé sa carrière solo avec le label Verity en 2002 et sort Lost & Found . L'ensemble atteint le sommet au classement Billboard Top Gospel et a reçu de nombreuses critiques élogieuses et a engendré le hit Sinner's Prayer qui a intégré les stations radios.
Le 2 septembre 2008, Deitrick Haddon a publié un autre album intitulé "Revealed". Cet album comprend le single populaire, Love Him Like I Do (featuring Mary Mary et Ruben Studdard). Le 27 juillet 2010, Haddon fait ses débuts au cinéma dans un film sorti directement en DVD appelé Blessed and Cursed.
Le 25 janvier 2011 Deitrick Haddon a publié Church On The Moon, son cinquième album avec le label de Verity. L'album a débuté 1er des charts évangéliques et Top 65 au Billboard 200.

## Ministère
En 2016, il fonde l’église  charismatique Hill City Church à Los Angeles . 

## Discographie
- Voices Of Unity: Come Into This House (Tyscot, 1995)
- Live The Life (Tyscot, 1997)
- This Is My Story (Tyscot, 1998)
- Chainbreaker (Tyscot, 1999)
- Nu Hymnz (Tyscot, 2001)
- Voices Of Unity: Supernatural (Tyscot, 2001)
- Lost And Found (Verity, 2002)
- Crossroads (Verity, 2004)
- Voices Of Unity: All Star Edition (Tyscot, 2004)
- Just The Hits (Tyscot, 2005)
- 7 Days (Verity, 2006)
- Voices Of Unity: Together in Worship (Tyscot, 2007)
- Revealed (Verity, 2008)
- Blessed & Cursed (Tyscot, 2010)
- Church on the Moon (Verity, 2011)
- A Beautiful Soul (Tyscot, 2012)